# 摩根汽車
摩根汽車（Morgan Motor Company）是英國老牌汽車，以古典風格的汽車聞名於世，製造時維持大量工匠手工製造的傳統，產量不多，下訂單後須長期等候交車。引擎多使用福特引擎，或通用汽車引擎改版來的Rover V8 OHV引擎，近年來也使用BMW V8引擎配上自排。